# Holguín (província)
Holguín é uma província de Cuba. Sua capital é a cidade de Holguín.

A população urbana é de 654.779 habitantes, ou seja, 64,1 % da população total.

## Municípios
- Gibara
- Rafael Freire
- Banes
- Antillas
- Baguanos
- Holguín
- Calixto García
- Cacocum
- Urbano Noris
- Cueto
- Mayarí
- Frank País
- Sagua de Tanamo
- Moa